# Rodingersdorf
Rodingersdorf ist eine Ortschaft und eine Katastralgemeinde der Gemeinde Sigmundsherberg im Bezirk Horn in Niederösterreich.

## Geschichte
Laut Adressbuch von Österreich waren im Jahr 1938 in der Ortsgemeinde Rodingersdorf drei Gastwirte, drei Gemischtwarenhändler, ein Sattler, ein Schmied, ein Schneider, zwei Schuster, ein Tischler und zahlreiche Landwirte ansässig. Zudem gab es im Ort eine Pension und eine landwirtschaftliche Brennereigenossenschaft.
Am 1. Jänner 1972 wurde die bis dahin selbständige Gemeinde Rodingersdorf zusammen mit Kainreith, Missingdorf, Theras und Walkenstein nach Sigmundsherberg eingemeindet.

## Siedlungsentwicklung
Zum Jahreswechsel 1979/1980 befanden sich in der Katastralgemeinde Rodingersdorf insgesamt 111 Bauflächen mit 78.368 m² und 121 Gärten auf 122.679 m², 1989/1990 gab es 135 Bauflächen. 1999/2000 war die Zahl der Bauflächen auf 228 angewachsen und 2009/2010 bestanden 200 Gebäude auf 472 Bauflächen.

## Bodennutzung
Die Katastralgemeinde ist landwirtschaftlich geprägt. 549 Hektar wurden zum Jahreswechsel 1979/1980 landwirtschaftlich genutzt und 89 Hektar waren forstwirtschaftlich geführte Waldflächen. 1999/2000 wurde auf 550 Hektar Landwirtschaft betrieben und 92 Hektar waren als forstwirtschaftlich genutzte Flächen ausgewiesen. Ende 2018 waren 533 Hektar als landwirtschaftliche Flächen genutzt und Forstwirtschaft wurde auf 91 Hektar betrieben. Die durchschnittliche Bodenklimazahl von Rodingersdorf beträgt 50,8 (Stand 2010).

## Kultur und Sehenswürdigkeiten
- Katholische Pfarrkirche Rodingersdorf hl. Laurenz

## Persönlichkeiten
- Malachias Schmeger (1753–1826), Zisterzienser und Abt des Stiftes Lilienfeld
- Ernst Magerl (1896–1988), Richter, Politiker und Abgeordneter zum Landtag von Niederösterreich